# Hộ chiếu Thế giới

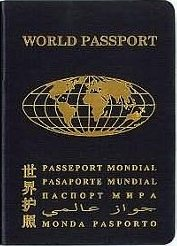
Bìa "Hộ chiếu Thế giới"

Hộ chiếu Thế giới là một loại giấy tờ tùy thân cho du lịch tưởng tượng do Tổ chức Dịch vụ Thế giới (World Service Authority) phát hành. Tổ chức Dịch vụ Thế giới là một tổ chức phi lợi nhuận do Garry Davis thành lập năm 1954, có văn phòng tại Washington, DC, Hoa Kỳ .

## Trình bày và giá cả
Hộ chiếu Thế giới trình bày giống như hộ chiếu quốc gia chính thức hoặc tài liệu du lịch đích thực khác. Năm 1979, Hộ chiếu Thế giới có 42 trang, bìa màu xanh đậm, và văn bản bằng các tiếng Anh, Pháp Tây Ban Nha, Nga, Ả Rập, Trung Quốc và Esperanto. Nó chứa 5 trang về lịch sử y khoa, và 6 trang để liệt kê các tổ chức liên kết.
Lệ phí tính vào thời điểm đó là 32 đô la Mỹ cộng với phí bưu điện cho Hộ chiếu Thế giới 3 năm và có thể được gia hạn thêm 2 năm nữa .
Phiên bản World Passport hiện thời được xuất bản tháng 01/2007. Nó có một bức ảnh "ma" nhúng để bảo mật, được bao phủ bằng lớp phim nhựa. Trang dữ liệu của nó ở dạng hộ chiếu có thể đọc bằng máy, có thanh mã chữ và số trong vùng có thể đọc bằng máy (MRZ, machine-readable zone) cho phép đọc quét bằng đầu đọc quang học. Tuy nhiên, thay cho mã ISO 3166-1 alpha-3 hợp lệ trong trường MRZ "issuer" và "nationality", nó sử dụng mã không chuẩn "WSA".
Theo trang web WSA, lệ phí một Hộ chiếu Thế giới là 55 đô la cho ba năm, 75 đô la cho năm năm, và 100 đô la cho tám năm. Bản "World Donor Passport" với bìa đặc biệt và có giá trị 15 năm, được xuất cho người tài trợ ít nhất 400 đô la, mà số tiền đó được dùng để cấp Hộ chiếu cho người tị nạn và người không quốc tịch .
Người nộp đơn phải cung cấp chứng minh nhân thân bằng giấy chứng nhận có công chứng các chi tiết trên mẫu đơn, bản sao giấy tờ tùy thân quốc gia, hoặc dấu vân tay của ngón trỏ phải . Một số người có được World Passport với tên khác với tên pháp lý của họ.